# Li Yuwei
Li Yuwei (n. 20 iulie 1965, Shenyang, Republica Populară Chineză) este un trăgător de tir ce a reprezentat Republica Populară Chineză, medaliat olimpic. A participat la o ediție a Jocurilor Olimpice (1984) în care a câștigat o medalie de aur.

## Participări
Lista de mai jos prezintă principalele competiții la care a participat Li Yuwei de-a lungul carierei.
- shooting at the 1984 Summer Olympics – men's 50 metre running target[*]